# 武文瑛
武文瑛（1969年—），生於台灣，中華民國空軍上校，是首位中華民國空軍官校畢業的女飛官。

## 生平
1991年，考取空軍女性飛行軍官班第一期。同期錄取17人，其中有五位通過飛行訓練，武文瑛是首位完成T-34C教練機單飛課目的女性。1993年自空軍官校結訓畢業，成為首位空軍官校畢業的女飛官。畢業後，武文瑛在松山基地服役。2014年，在空軍專機隊長任內晉升上校。後升任空軍松山指揮部政戰主任。
2005年10月，通過考核，任副總統呂秀蓮行政專機副駕駛。同年12月，其夫李基祥自復興航空離職，任職中國四川航空飛行員，中華民國空軍以安全考核為由，進行內部調查，武文瑛被調離此職務。
2016年5月20日，蔡英文就任中華民國總統。媒體曾報導空軍呈送武文瑛，供新任總統圈選，她可能成為首位中華民國空軍女性總統府武官。但在稍後媒體報導，因為其夫李基祥曾擔任中國四川航空飛行員，雖然他已回到台灣民航局任職，但仍引起爭議，總統府圈選首任女武官為陳月芳，松山指揮部基勤隊長。